# Foster + Partners
Foster and Partners (gestileerd als Foster + Partners) is een Brits internationaal architectenbureau gevestigd in Londen, Engeland, opgericht in 1967 door de Britse architect en ontwerper Lord Norman Foster. Foster and Partners heeft gebouwen en constructies ontworpen, waaronder de Gherkin in Londen, de Hearst Tower in New York City, de renovatie van de Reichstag in Berlijn in de jaren negentig, het Millau-viaduct in Frankrijk, en de Internationale luchthaven van Hongkong.
Naast architectonisch ontwerp omvat de praktijk van het bureau engineering en design. Vanaf 2021 had het bedrijf ongeveer 1.500 medewerkers, gevestigd in kantoren in meerdere steden, waaronder New York, Hong Kong en Madrid. Het bedrijf heeft de Pritzker Architecture Prize en de Stirling Prize gewonnen.

## Grote projecten
Grote projecten, gerangschikt op bouwjaar en gecategoriseerd op type:

### Masterplannen
- More Londen, Londen, VK (1998-2000)
- Binnenhaven van Duisburg, Duitsland (1991-2003)
- Herontwikkeling van Trafalgar Square, Londen, VK (1996-2003)
- Quartermile, Edinburgh, Schotland (2001-)
- Masdar City, Abu Dhabi, VAE (2007-)
- Cultureel district West Kowloon, Hong Kong (2009)
- Thames Hub, VK (2011–)
- Central Square, Cardiff, Wales
- Amaravati, India (in aanbouw)

### Luchthavens
- Internationale luchthaven Rode Zee, Tabuk, Saoedi-Arabië (2021–)

### Bruggen
- Viaduct van Millau, de hoogste brug ter wereld (2004)
- Westelijke Årsta-brug, Zweden (1994/2005)
- Millennium Bridge, Londen, VK (1998-2002)

### Regeringsgebouwen
- Herontwikkeling van het Rijksdaggebouw, Berlijn, Duitsland (1999)
- Stadhuis van Londen, VK (2002)
- Nieuw gebouw van het Hooggerechtshof, Singapore (2005)
- Paleis van Vrede en Verzoening, Astana, Kazachstan (2006)
- Stadhuis van Buenos Aires (nieuw hoofdkantoor), Buenos Aires, Argentinië (2015)

### Cultureel
- Sainsbury Centrum voor Beeldende Kunst, Universiteit van East Anglia, Norwich, VK (1978)
- Clyde Auditorium, onderdeel van het Scottish Exhibition and Conference Centre-complex, Glasgow (1997)
- Sackler Galleries, Royal Academy of Arts, Londen, VK (1985-1991)
- Carré d'Art, Nîmes, Frankrijk (1984-1993)
- American Air Museum, Imperial War Museum Duxford, VK (1997) - Stirling Prize
- Herontwikkeling van Queen Elizabeth II Great Court, British Museum, Londen, VK (2000)
- The Sage Gateshead, Gateshead, VK (1997-2004)
- De Zénith, Zénith de Saint-Étienne, Saint-Étienne, Frankrijk (2004-2007)
- De binnenplaats van Robert en Arlene Kogod, Smithsonian Institution, National Portrait Gallery, Washington, DC, VS (2004-2007)
- Winspear Opera House, Dallas, VS (2003-2009)
- Art of the Americas Wing, Museum voor Schone Kunsten, Boston, Boston, VS (1999-2010)
- Khan Shatyr Entertainment Center, Astana, Kazachstan (2006-2010)
- Sperone Westwater Gallery, New York City, VS (2008-2010)
- Uitbreiding van kunstmuseum Lenbachhaus, München, Duitsland (2013)
- OVO Hydro, Glasgow, Schotland (2004-2013)
- Datong -kunstmuseum, China (2011-2022)
- Hall of Realms, Madrid, Spanje (2018-2021)

### Hoger onderwijs
- Kings Norton Library, Cranfield University, VK (1994)
- Faculty of Law, Cambridge, Cambridge, VK (1995)
- Faculty of Management (nu bekend als Aberdeen Business School), The Robert Gordon University, VK (1998)
- Imperial College School of Medicine, Sir Alexander Fleming Building, Londen, VK (1994–1998)
- Center for Clinical Science Research, Stanford University Stanford, California, US (1995–2000)
- British Library of Political and Economic Science, London School of Economics, Londen, VK (1993–2001)
- Imperial College London, Flowers Building, Londen, VK (1997–2001)
- Faculty of Social Studies, University of Oxford, VK (1996–2002)
- James H. Clark Center, Stanford, Californië, VS (1999–2003)
- Universiti Teknologi Petronas, Tronoh, Perak, Maleisië (2004)
- Tanaka Business School, renamed the Imperial College Business School, Londen, VK (2004)
- Free University of Berlin, Berlijn, Duitsland (2005)
- Leslie Dan Faculty of Pharmacy, University of Toronto, Toronto, Canada (2006)
- Bibliotheek, California State University Channel Islands, Camarillo, Californië, VS (2000–2008)
- Yale School of Management, nieuwe campus, New Haven, VS (2013)
- Masdar Institute of Science and Technology, Abu Dhabi, VAE (2007–2015)
- China Resources University, Shenzhen, China (2011–2016)
- Health Education Campus (HEC), Case Western Reserve University, Cleveland Clinic, Cleveland, Ohio, VS (2015–2019), locatie van het eerste debat tussen de presidentskandidaten van 2020 Donald Trump en Joe Biden.
- York University, Toronto, Canada (2018)

### Sport
- Wembley Stadium-reconstructie, Londen, VK (2007)
- Lusailstadion, Lusail, Qatar (2010)

### Vervoer
- Stansted Airport, Uttlesford, VK (1991)
- Metro van Bilbao, Bilbao, Spanje (1997) – Lijn 2 (2004)
- Internationale luchthaven Hongkong, Chek Lap Kok, Hong Kong (1998)
- Metrostation Canary Wharf, Londen, VK (1999)
- MRT-station Expo, Singapore (2001)
- Herontwikkeling van Dresden Hauptbahnhof, Dresden, Duitsland (1997-2006)
- Internationale luchthaven van Peking Capital, Peking, China (2008)
- Heathrow Terminal 2, Londen, VK
- Spaceport America, New Mexico, VS (2005-2013)
- Vier treinstations voor de Haramain-hogesnelheidslijn, Saoedi-Arabië
- Kai Tak Cruiseterminal, Hong Kong (2013)
- Mexico City Texcoco Airport, Mexico-Stad, Mexico (2020)
- Herontwikkeling van Slussenområdet, Stockholm, Zweden (2022)
- Queen Alia International Airport, Amman, Jordanië (2005-2013)
- Thames Hub, VK (vanaf 2011)
- Thames Hub Airport, VK (vanaf 2013)
- Uitbreiding Ocean Terminal, Hong Kong
- Station York University - TYSSE, Vaughan, Ontario/Toronto, Canada (2017)
- Kuwait International Airport Terminal 2, Koeweit-Stad, Koeweit (2017-2026)
- Red Sea International Airport, Hanak, Saoedi-Arabië (2023)
- Internationale Luchthaven Tocumen Terminal 2, Panama-Stad, Panama (2023)
- Techo Takhmao International Airport, Phnom Penh, Cambodja (2025)
- Solidarity-transportknooppunt of centrale communicatie/transporthaven, Baranów, Polen (2027)

### Kantoren
- Fred. Olsen Lines-terminal, London Docklands, VK (1971)
- Willis Building, Ipswich, VK (1971-1975)
- HSBC Building Hongkong, Hong Kong (1986)
- Commerzbank Tower, Frankfurt, Duitsland (1997)
- Citigroup Centre, Londen, VK (1996-2000)
- 8 Canada Square (wereldwijd hoofdkantoor van HSBC Group, Londen, VK (1997-2002)
- The Gherkin, Londen, VK – hoofdkantoor van Swiss Re (2004) – Stirling Prize
- McLaren Technology Center, basis voor het McLaren Formula One-team en McLaren Group, Woking, VK (2004)
- Deutsche Bank Place, Sydney (1997-2005)
- Hearst Tower, New York, VS (2006)
- Willis Building, Londen, VK (2001-2007)
- Torre Cepsa, Madrid, Spanje (2002-2009)
- Principal Place, Shoreditch, Londen (2012–2016) – Brits hoofdkantoor van Amazon
- Apple Park (hoofdkantoor van Apple Inc.), Cupertino, Californië, VS (2013-2017)
- Bloomberg Londen (Europees hoofdkantoor), Londen, VK (2017) – Stirling Prize
- Hankook Technoplex, Daejeon, Zuid-Korea (2016-2020)
- Varso (het hoogste gebouw in Polen en in de Europese Unie), Warschau, Polen (2022)
- 425 Park Avenue, New York City, VS (2022)
- Russian Copper Company Hoofdkantoor, Jekaterinenburg, Rusland (2020)
- MOL Campus (het hoogste gebouw in Hongarije), Boedapest, Hongarije (2022)

### Vrije tijd
- The Great Glasshouse, National Botanic Garden of Wales, Wales, VK (1995-2000)
- Elephant House, Kopenhagen Zoo, Kopenhagen, Denemarken (2002-2008)
- Dolder Grand-restauratie, Zürich, Zwitserland (2002-2008)
- Faustino Winery Bodegas Faustino, Castilla y Leon, Spanje (2007-2010)
- Wijnmakerij Le Dôme, Saint-Émilion, Frankrijk (-2021)
- ME Hotel, ME by Meliá, Londen, VK (2004-2013)
- De Murray, Hongkong (2018)

### Gemengd gebruik
- Albion Riverside, Londen, VK (1998-2003)
- Al Faisaliyah Center, Riyad, Saoedi-Arabië (1994-2000)
- The Index (Dubai), Dubai, VAE (2010)
- The Trojka, Kuala Lumpur, Maleisië (2004-2011)
- The Bow, Calgary, Canada (2005-2013)
- Central Market Project, Abu Dhabi, VAE (2006-2013)
- One Central Park, Sydney, Australië (2012-2013)
- 2 World Trade Center (voorheen 200 Greenwich Street), New York City, VS (voltooiingsdatum nog niet vastgesteld)
- CityCenterDC, Washington, DC, VS
- Crystal Island, Moskou, Rusland (voltooiingsdatum nog niet vastgesteld)
- Hermitage Plaza, La Défense, Parijs, Frankrijk (vanaf 2008)
- India Tower, Mumbai, India (geannuleerd)
- Oceanwide Center, San Francisco, VS (voorspelde voltooiingsdatum 2021)
- Comcast Technology Center, Philadelphia, VS (voltooid in 2018)
- VietinBank Business Center Office Tower, Hanoi, Vietnam (voorspelde voltooiingsdatum 2017)
- Principal Place (inclusief Principal Tower ), Londen, VK (2017)
- Battersea Power Station Phase 3, Londen, VK (in aanbouw)
- The One, Toronto, Canada (geprojecteerd in 2024)

### Residentieel
- De Murezzan, St. Moritz, Zwitserland (2003-2007)
- Regent Place, Sydney, Australië (2003-2007)
- Jameson House, Vancouver, Canada (2004-2011)
- De Aleph, Buenos Aires, Argentinië (2006-2013)
- Anfa Place, Casablanca, Marokko (2007-2013)
- Faena House, Miami Beach, VS
- The Towers by Foster + Partners, Miami, VS (2016)
- Arcoris Mont Kiara, Maleisië (geprojecteerd 2016)
- 100 East 53rd Street (voorheen 610 Lexington Avenue), New York City, VS (2019)
- 50 United Nations Plaza, New York City, VS (2015)
- Ocean Tower, Mumbai, India (geprojecteerd in 2022)
- The Estate Makati, Makati, Filippijnen (geprojecteerd in 2023)

### Huidig
- BBC Cymru Wales Nieuw Broadcasting House, Cardiff, Wales
- Amaravati, India (in aanbouw)
- Herontwikkeling 270 Park Avenue, New York, Verenigde Staten (in aanbouw)
- Transamerica Pyramid, San Francisco, Verenigde Staten (renovatie)

### Fotogalerij

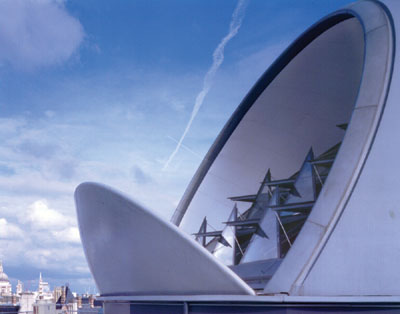
British Library of Political and Economic Science
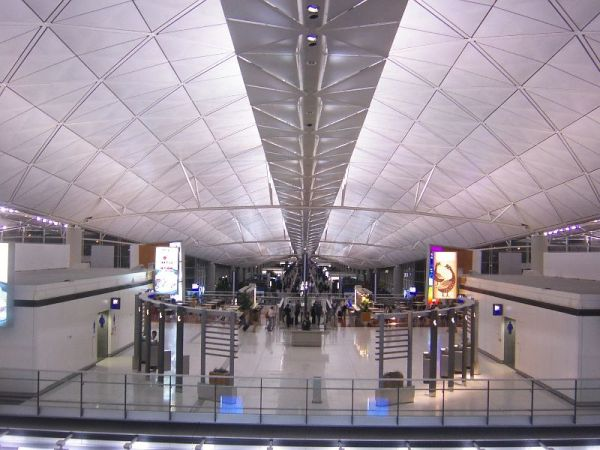
Futurisch binnendak van Hong Kong International Airport
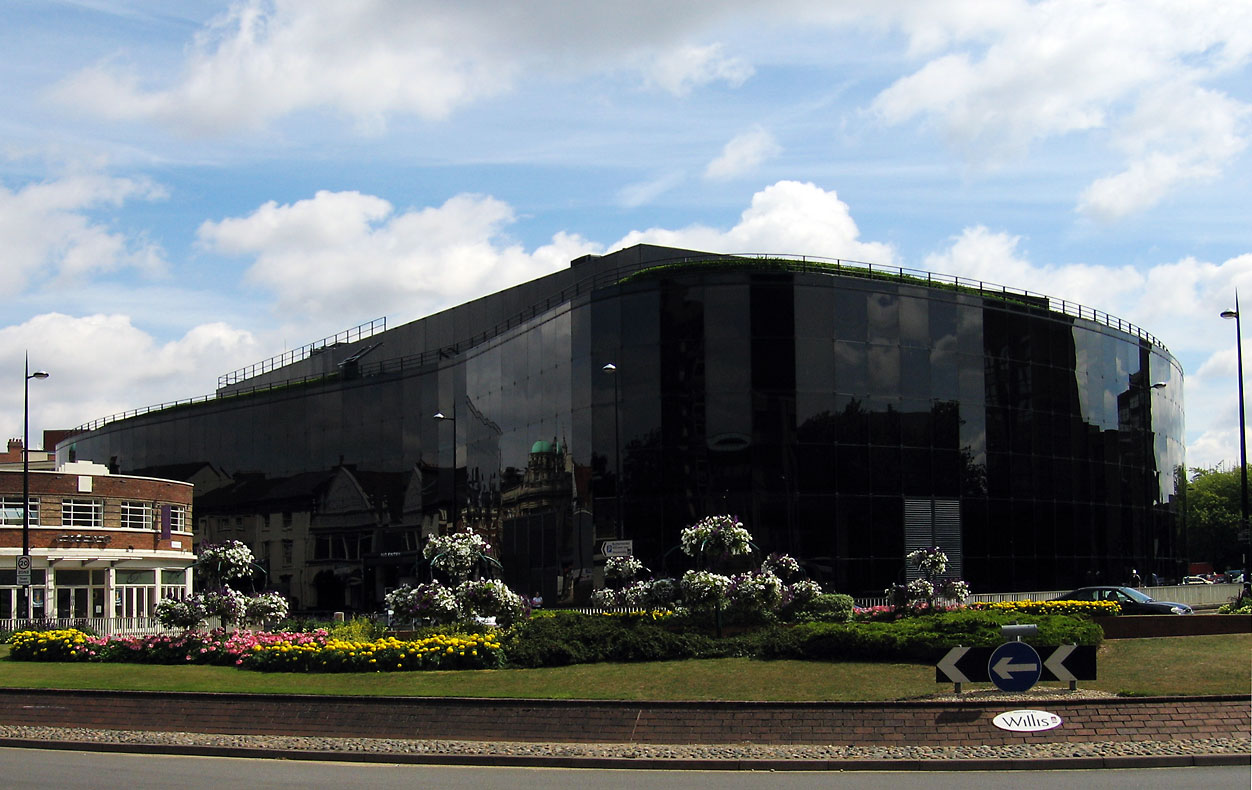
Hoofdkwartier van Willis Faber and Dumas in Ipswich was een van Fosters eerste aanbestedingen na de oprichting van Foster Associates.
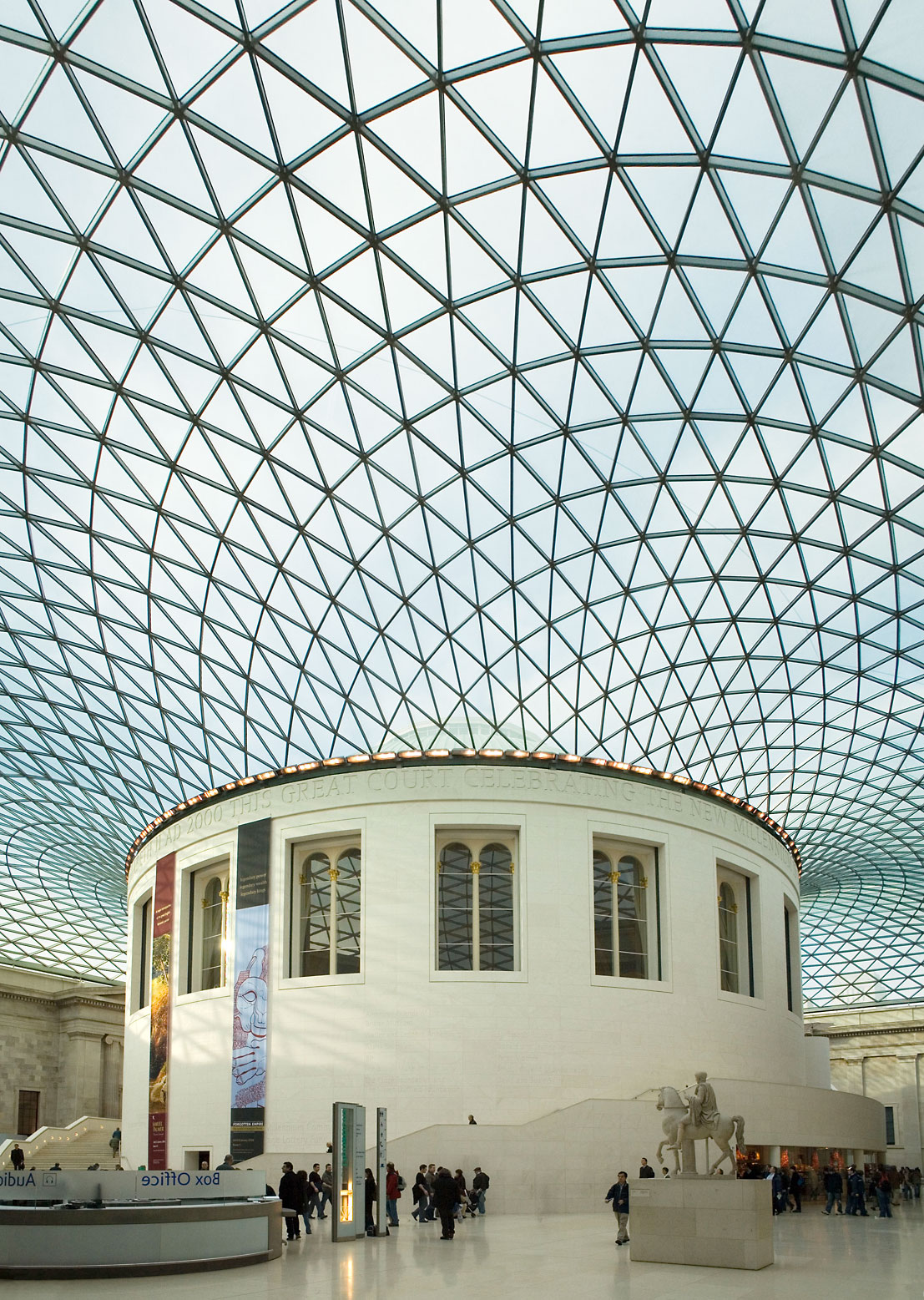
Betegeld glazen dak van het British Museum.
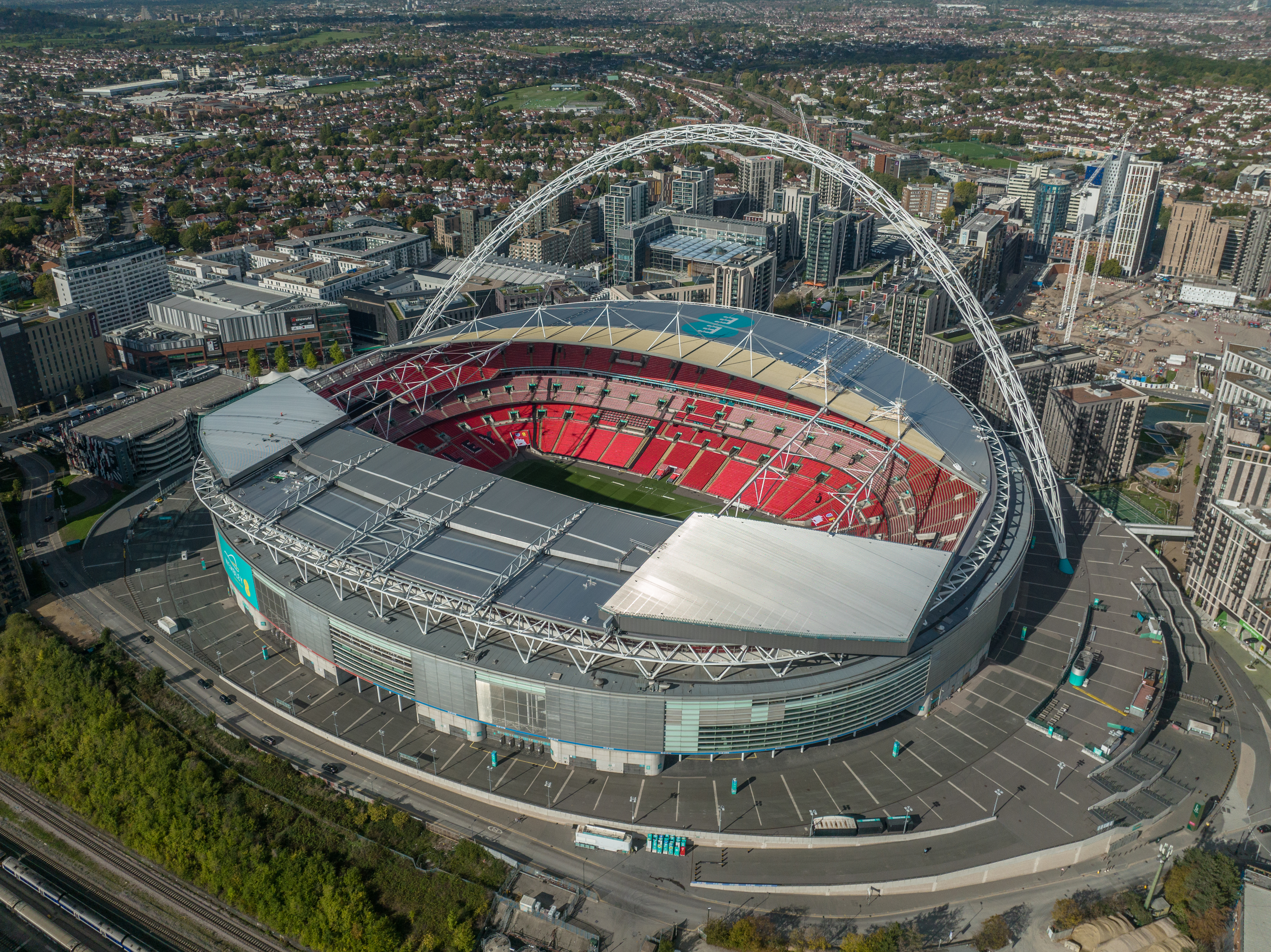
Het nieuwe Wembley Stadium in Londen
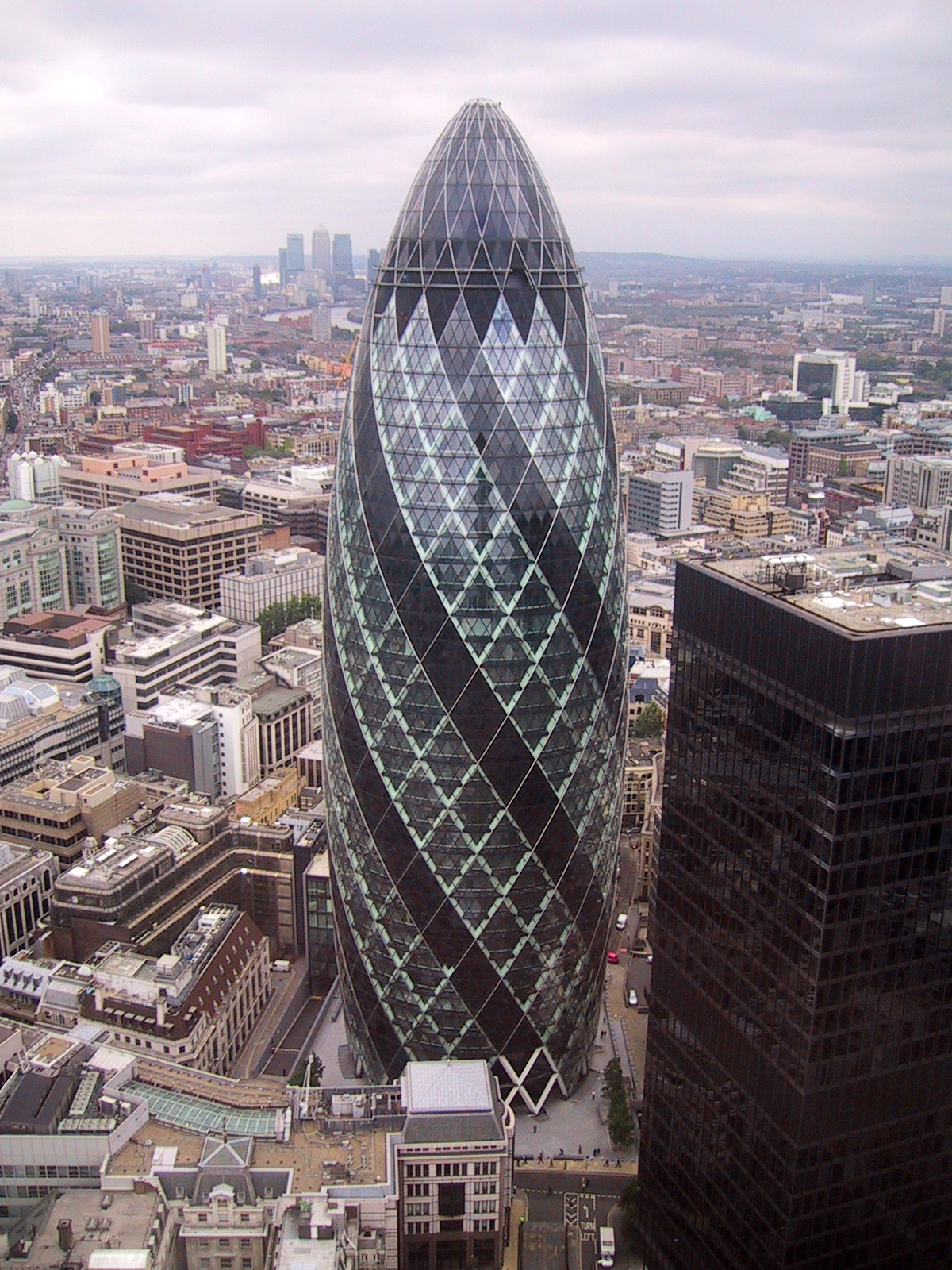
30 St Mary Axe
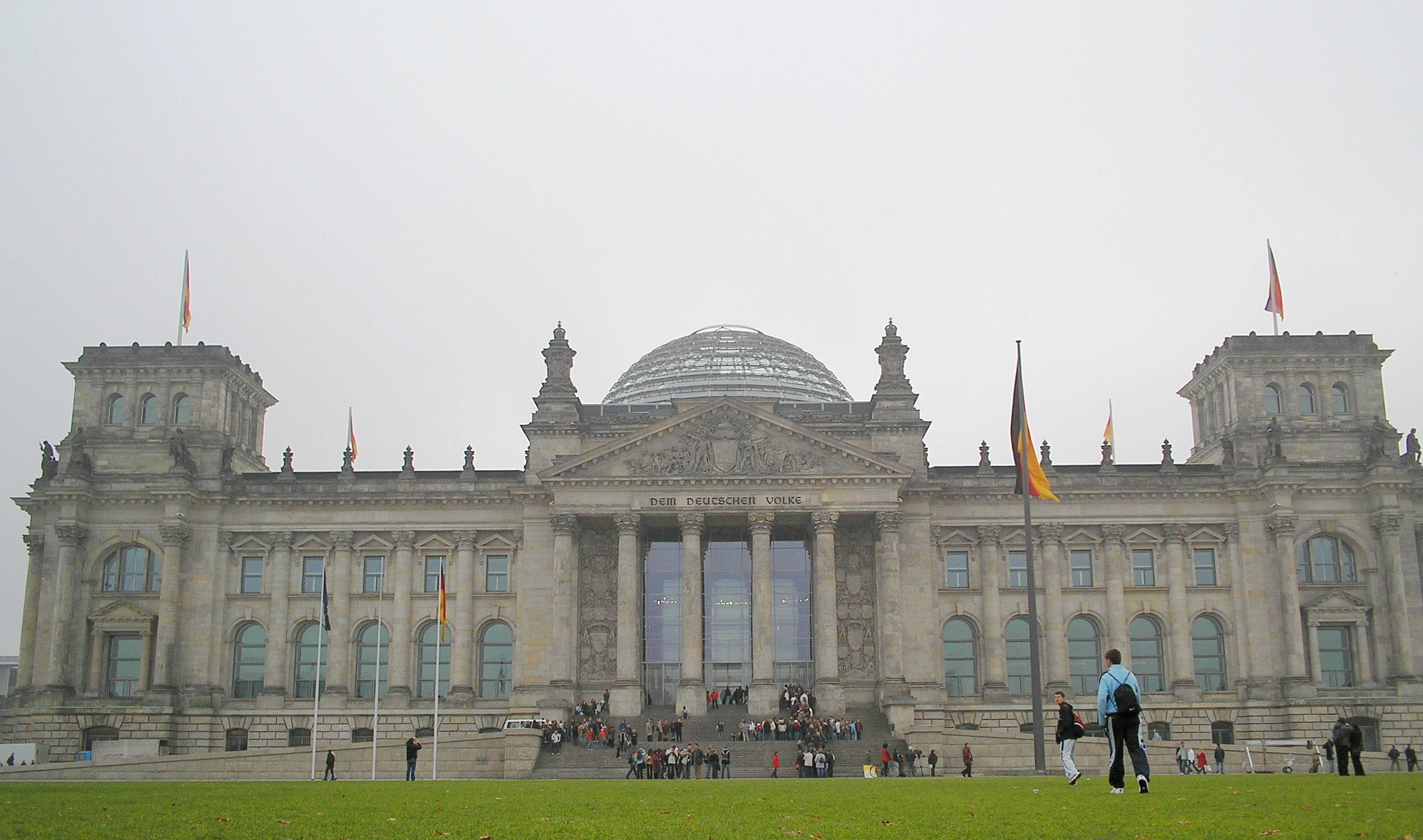
Reconstructie van de Reichstag
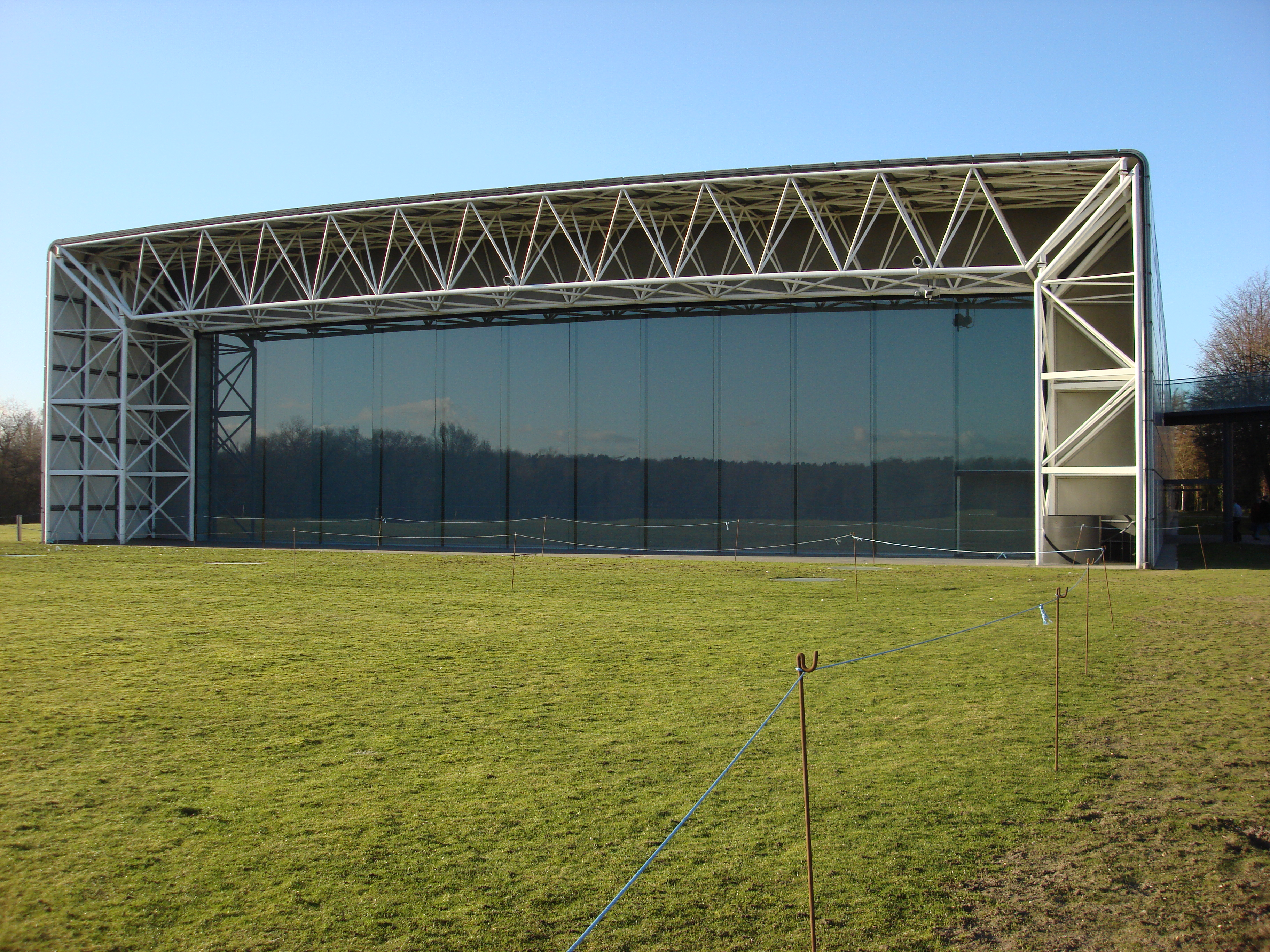
Sainsbury Centre for Visual Arts
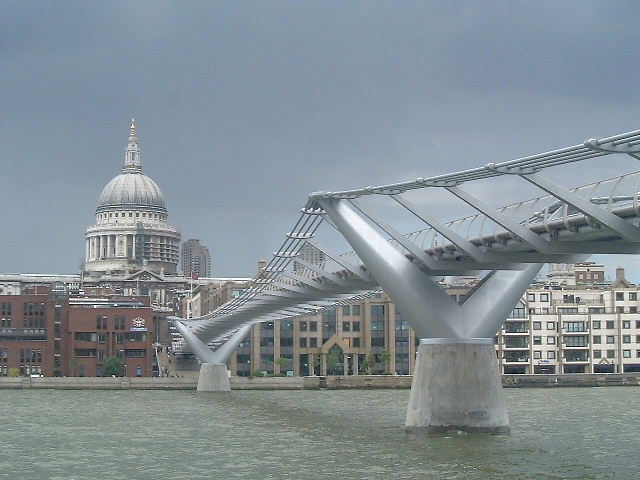
Millennium Bridge, Londen
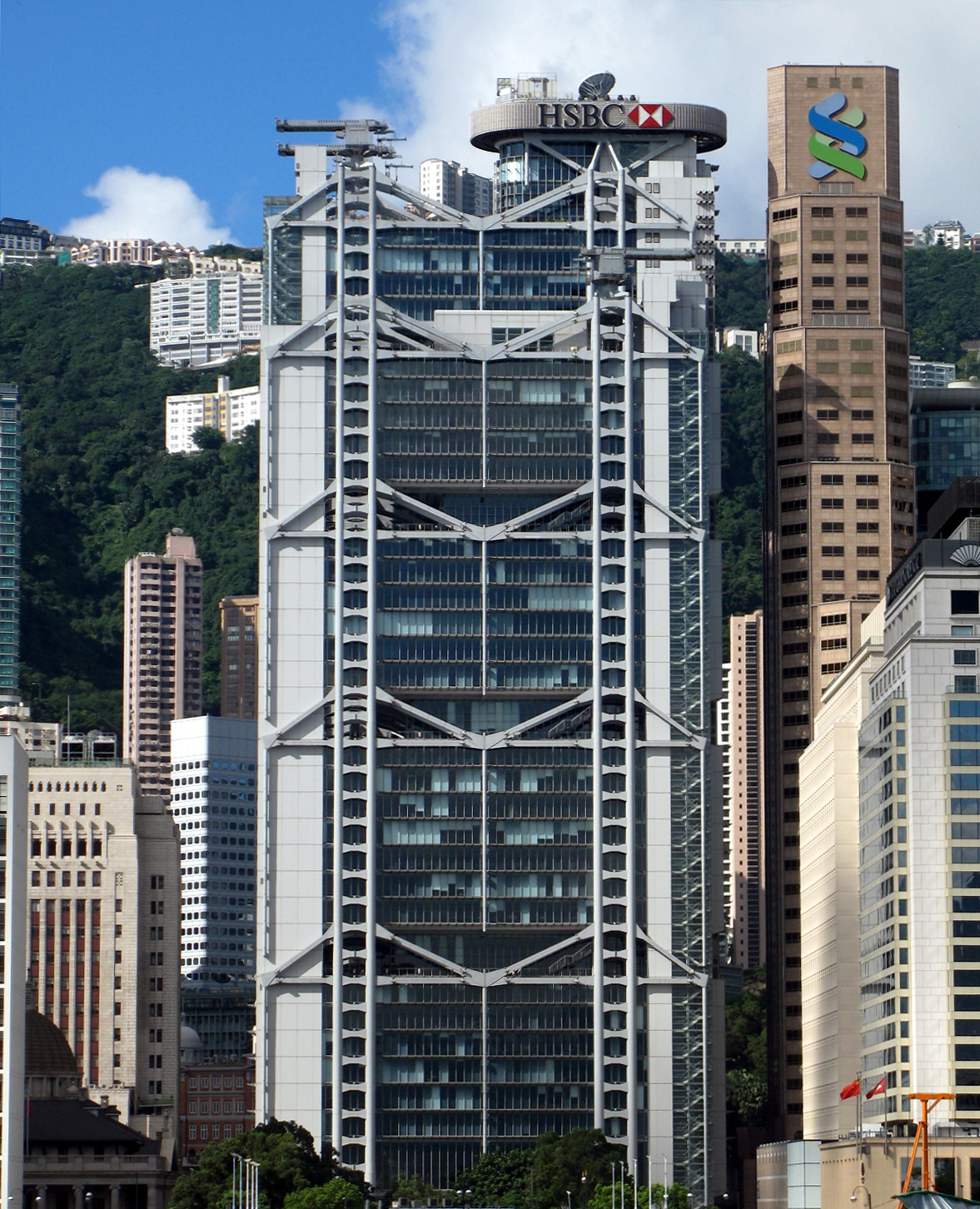
HSBC building in Hong Kong
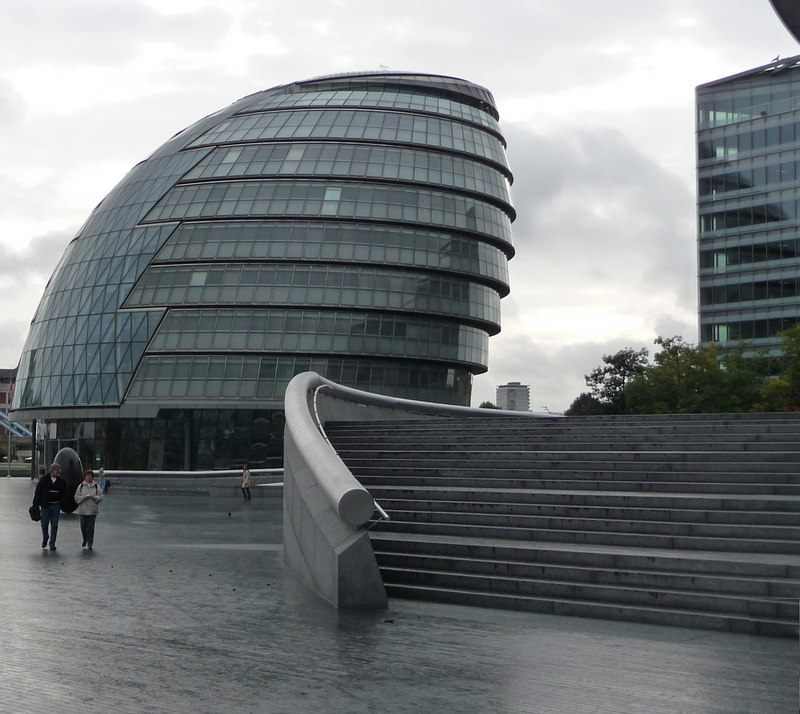
London City Hall
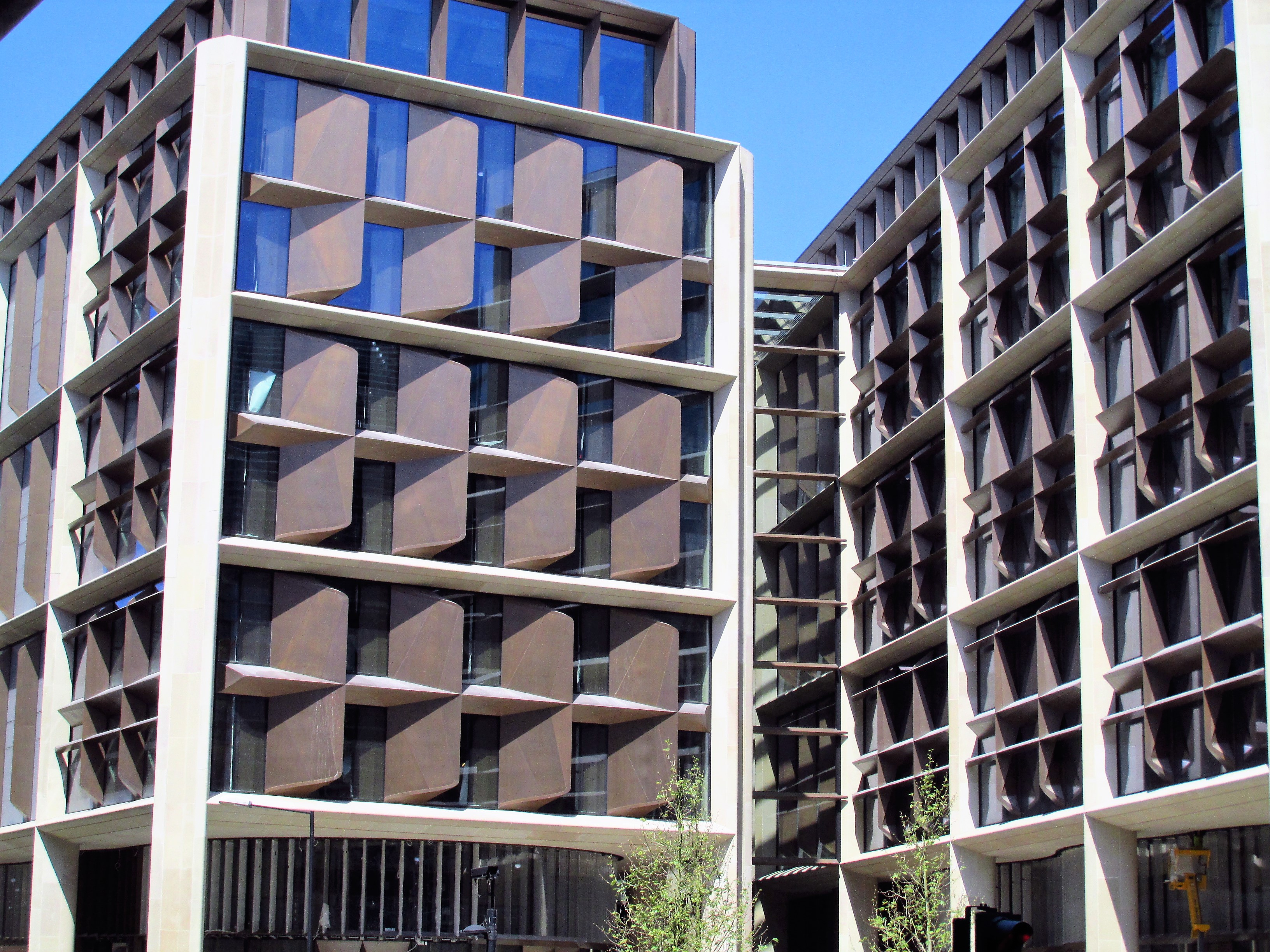
Bloomberg European Headquarters, Londen
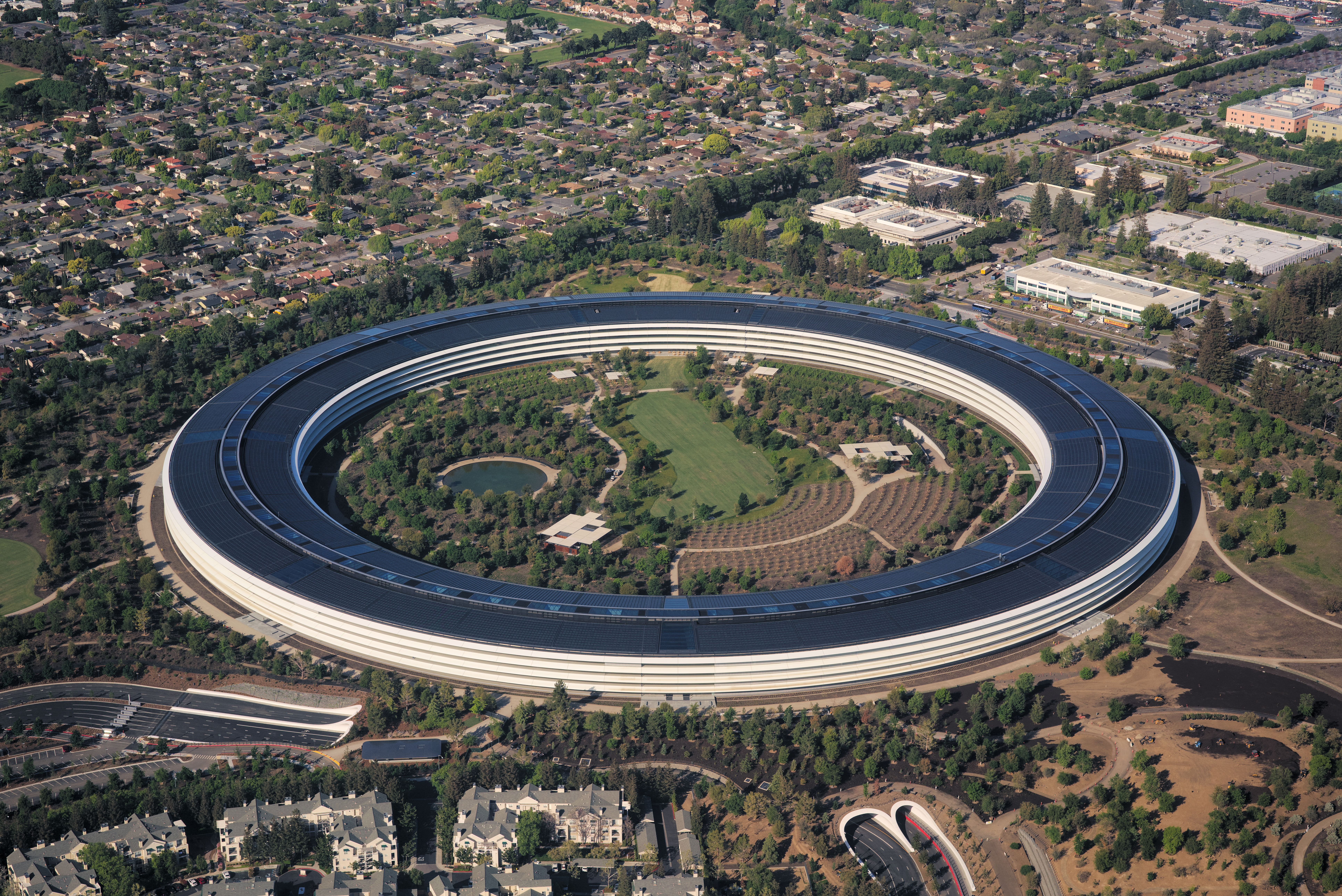
Apple Park

## Onderscheidingen
- 1998 RIBA Stirling-prijs voor het Imperial War Museum
- 2000 Welsh National Eisteddfod gouden medaille voor de Great Glasshouse, National Botanic Garden of Wales
- 2003 MIPIM AR Future Projects Award, Grand Prix voor Swiss Re
- 2004 RIBA Stirling-prijs voor Swiss Re
- 2007 RIBA European Award voor de herontwikkeling van het station van Dresden
- 2007 RIBA International Award voor Hearst Tower
- 2007 Aga Khan Award voor Architectuur voor de Technische Universiteit Petronas
- 2008 2008 LEAF Award voor Beijing Airport Terminal 3
- 2009 RIBA Europese prijs voor Zenith
- 2009 2009 RIBA International Award voor Beijing Airport Terminal 3
- In juni 2011 ontving The Index Tower de prijs voor Best Tall Building Middle East & Africa 2011 van de Council on Tall Buildings and Urban Habitat.
- 2010 RIBA International Award voor Winspear Opera House
- 2011 RIBA International Award voor Masdar Instituut
- 2011 RIBA International Award voor het Boston Museum voor Schone Kunsten
- 2013 RIBA International Award voor Faena Aleph Residences
- 2013 RIBA International Award Central Market Project
- 2013 RIBA Award 7 More Londen
- 2013 Best Bar, Restaurant &amp; Bar Design Awards voor Atrium Champagne Bar, Londen, VK
- 2014 RIBA International Award voor Marseille Vieux Port
- 2016 RIBA International Award voor Buenos Aires Ciudad Casa de Gobierno
- RIBA National Award 2017 voor Maggie's in het Robert Parfett Building
- RIBA Awards voor internationale uitmuntendheid 2018 voor Xiao Jing Wan University
- Stirling Prize 2018 voor Bloomberg Londen, VK
- Wereldwinnaars Prix Versailles 2018

## Kritiek
In juni 2008 publiceerde The Guardian een artikel dat zeer kritisch was over de geplande vastgoedontwikkeling in een ongerept kustgebied in Bulgarije, dat momenteel onder de milieubescherming van de EU valt. De krant gaf de bezorgdheid weer van milieuactivisten over de impact van de geplande resortfaciliteiten met 15.000 inwoners. De Bulgaarse partner van de geplande vastgoedontwikkeling in het ongerepte Bulgaarse kustgebied, Georgi Stanishev, is de broer van Sergei Stanishev, die tussen 2005 en 2009 premier van Bulgarije was en tevens leider is van de Bulgaarse Socialistische Partij.